# Abdul Haq
Abdul Haq (né Humayoun Arsala, 23 avril 1958 – 26 octobre 2001) est un commandant moujahidine afghan pachtoune qui combattit contre les soviets et les communistes afghans pendant la guerre d'Afghanistan (1979-1989). Il est exécuté par les talibans en octobre 2001 alors qu'il tente de créer une insurrection populaire contre ces derniers à la suite des attentats du 11 septembre.

## Biographie
Abdul Haq nait à Fatehabad en Afghanistan, un petit village de la province de Nangarhâr, qu'il quitte bientôt avec sa famille pour la province de Helmand. Son père, Mohammed Ana, est le représentant du Hemland pour une entreprise de construction du Nangarhar, et vit de façon relativement aisée d'après le niveau de vie afghan. Sa famille a de bonnes relations ; elle fait partie de la famille Arsala Khel, elle-même partie de la Jabar Khel (une sous-tribu de la tribu de propriétaires terriens Ahmadzai). Son grand-père paternel, Wazir Arsala Khan, fut ministre des affaires étrangères de l'Afghanistan ; un de ses cousins, Hedayat Arsala, fut le directeur de la Banque mondiale à Washington et vice-président de l'administration d'Hamid Karzai.
De retour à Fatehabad, Haq suit les cours de l'école coranique sous la tutelle de mollahs locaux, et une fois atteint l'âge de huit ans, commence des études au lycée. C'est à cet endroit qu'il commence à défier l'idéologie communiste de certains de ses professeurs.